# 효연
효연(본명: 김효연, 金孝淵, 1989년 9월 22일 ~ )은 대한민국의 가수이며 걸그룹 소녀시대 및 소녀시대-Oh!GG의 메인댄서, 서브보컬이다.

## 학력
- 인천구월서초등학교 (졸업)
- 상인천여자중학교 (중퇴)
- 북경사범대학 제2부속중학교 (졸업)
- 고등학교 졸업학력 검정고시 (합격)
- 세한대학교 실용음악학과 (재학)

## 생애
- 효연은 2000년 6월 SM 엔터테인먼트의 캐스팅부 실장과 직원에게 캐스팅
- 7년 1개월 동안의 연습 기간을 거쳐 소녀시대의 4번째 멤버로 데뷔.
- 학교는 국내에서는 인천의 인천구월서초등학교를 졸업.
- 슈퍼주니어의 최시원과 함께 중국 북경사범대학 제2부속중학교에서 연수.

## 방송 활동
- 2005년 MKMF 보아 퍼포먼스 실루엣 대역[3]
- Y-STAR 《라이브 파워 뮤직》 MC (2008)
- Y-STAR 《라이브 파워 뮤직 - KCTA 2009 디지털 케이블TV 쇼》 MC (2009)
- KBS 《청춘불패2》 (2012)
- MBC 《댄싱 위드 더 스타》 준결승 (2012)
- Mnet 《댄싱9》 마스터 (2013)
- 온스타일 《효연의 백만 라이크》 (2015)
- Mnet 《힛 더 스테이지》 (2016)
- MBC 《전설의 초대 with 박인비》 (2016)
- MBC 《은밀하게 위대하게》 (2017)
- tvN 《나의 영어사춘기》 (2017)
- tvN 《김무명을 찾아라 시즌 2》 (2018)
- JTBC 《유랑마켓》 (2020)
- SBS F!L 《라이브플렉스》 (2022)
- MBC 《구해줘! 홈즈》 (2023)
- tvN 《놀라운 토요일》 (2023)
- tvN 《장사천재 백사장2》 (2023)

### 드라마
- KBS2 2008년 《못말리는 결혼》 - 불광동 칠공주 역
- SBS 2010년 《오! 마이 레이디》 - 그녀 자신 역

## 음반 활동
- 2012년 10월 31일 MAXSTEP - Younique Unit